# 督署内卫部队
督署内卫部队是中華民國大陸時期福建省的地方军队，存在于1923年—1926年。
民国十二年（1923）年3月，孙传芳任福建督理。同年7月，孙传芳组建福建督理公署直辖的部队，称督署内卫部队第一团、第二团，各约2000人，由陆军第二师参谋长孙基昌和福建督理公署副官长张世铭分别兼任团长。
民国十三年（1924年）5月，周荫人接任福建督理时，新建第三团，每团均辖3个步兵营、1个机枪连、1个迫击炮排，官兵约1700—1800人，由陆军第十二师参谋长王炎、梁春圃、福建督理公署副官长王云岳分任团长。此外，还有督署手枪营，约400—500人；督署直辖机关枪连，有8挺机枪，约120—130人。